# PGC 2165888
LEDA/PGC 2165888 ist eine Galaxie im Sternbild Perseus am Nordsternhimmel. Sie ist schätzungsweise 2,3 Milliarden Lichtjahre von der Milchstraße entfernt und hat einen Durchmesser von etwa 85.000 Lichtjahren. Vom Sonnensystem aus entfernt sich das Objekt mit einer errechneten Radialgeschwindigkeit von näherungsweise 51.600 Kilometern pro Sekunde.

## Galaktisches Umfeld
| Nr. | Galaxie                 | Alternativname          | Rek          | Dek          | Distanz/asec |
| --- | ----------------------- | ----------------------- | ------------ | ------------ | ------------ |
| →   | LEDA 2165888            | 2MASX J02373822+4026410 | 02h37m38.28s | +40d26m40.9s | 0            |
| 1   | LEDA/PGC 2165786        | 2MASX J02374172+4026149 | 02h37m41.75s | +40d26m15.3s | 47.13        |
| 2   | LEDA/PGC 2165977        | 2MASX J02374417+4027029 | 02h37m44.19s | +40d27m03.3s | 70.85        |
| 3   | LEDA/PGC 2166259        | 2MASX J02381758+4028161 | 02h38m17.58s | +40d28m16.0s | 458.19       |
| 4   | 2MASX J02375943+4019472 | 2MASS J02375940+4019469 | 02h37m59.42s | +40d19m46.9s | 479.09       |
| 5   | LEDA/PGC 2163644        | 2MASX J02375655+4017342 | 02h37m56.52s | +40d17m34.1s | 585.21       |
| 6   | LEDA/PGC 9959           | CGCG 539-061            | 02h37m40.21s | +40d16m48.9s | 592.48       |
| 7   | LEDA/PGC 2166237        | 2MASX J02384108+4028112 | 02h38m41.07s | +40d28m11.0s | 722.39       |
| 8   | LEDA/PGC 2162977        | 2MASX J02382115+4014561 | 02h38m21.17s | +40d14m56.4s | 858.16       |
| 9   | LEDA/PGC 2162263        | 2MASX J02375036+4012152 | 02h37m50.36s | +40d12m15.2s | 876.99       |
| 10  | LEDA/PGC 2169424        | 2MASX J02370086+4041034 | 02h37m00.88s | +40d41m03.6s | 962.08       |